# Michael Sheen
Michael Christopher Sheen (Newport, Monmouthshire, 1969. február 5. –) walesi színész és politikai aktivista.

## Fiatalkora
Sheen a walesi Newportban született, Irene titkár és Meyrick, a British Steel Corporation személyzeti vezetőjének fiaként. Van egy húga, Joanne. A család 12 évig élt Llanmartinban. Ötéves korában a család Wallaseybe költözött, de három évvel később szülei szülővárosában (Glamorgan) telepedtek le.

## Magánélete
Sheen 1995 és 2003 között kapcsolatban állt Kate Beckinsale angol színésznővel. 1995 elején A sirály című turnéprodukcióban találkoztak először, és nem sokkal később összeköltöztek, hogy együtt éljenek. A lányuk, Lily 1999-ben született Londonban. Kapcsolatuk 2003 januárjában ért véget, nem sokkal azután, hogy a pár Los Angelesbe költözött. Beckinsale meggyőzte Len Wiseman rendezőt, hogy Sheen szerepelhessen az „Underworldben”; miközben a forgatáson ő és Wiseman egymásba szerettek, majd 2004-ben összeházasodtak.
Sheen 2004 végétől 2010 közepéig hosszú távú kapcsolatban állt Lorraine Stewart angol balett-táncossal. Rachel McAdams kanadai színésznővel 2010 közepétől 2013 elejéig járt. 2014 elejétől 2018 elejéig együtt volt Sarah Silverman amerikai komikussal.
2019 közepén Sheen bejelentette, hogy párjával, Anna Lundberggel várják közös gyermeküket. A pár lánya, Lyra, 2019. szeptember 23-án született.

## Filmográfia

### Film
| Év   | Magyar cím                                                                  | Eredeti cím                                                   | Szerep                 | Magyar hang           | Rendező             |
| ---- | --------------------------------------------------------------------------- | ------------------------------------------------------------- | ---------------------- | --------------------- | ------------------- |
| 1995 | Othello                                                                     | Othello                                                       | Lodovico               | Fekete Zoltán         | Oliver Parker       |
| 1996 | A gonosz csábítása                                                          | Mary Reilly                                                   | Bradshaw               | Juhász György         | Stephen Frears (1.) |
| 1997 | Oscar Wilde szerelmei                                                       | Wilde                                                         | Robbie Ross            | Rajkai Zoltán         | Brian Gilbert       |
| 2002 | A szív és vidéke                                                            | Heartlands                                                    | Colin                  | Orosz Ákos            | Damien O'Donnell    |
| 2002 | A gyávaság tollai                                                           | The Four Feathers                                             | William Trench         | Király Attila         | Shekhar Kapur       |
| 2003 | Fiatalság, bolondság                                                        | Bright Young Things                                           | Miles Maitland         |                       | Stephen Fry         |
| 2003 | Underworld                                                                  | Underworld                                                    | Lucian                 | Kálloy Molnár Péter   | Len Wiseman (1.)    |
| 2003 | Idővonal                                                                    | Timeline                                                      | Lord Oliver de Vannes  | Breyer Zoltán         | Richard Donner      |
| 2003 |                                                                             | The Deal                                                      | Tony Blair             |                       | Stephen Frears (2.) |
| 2004 | Válótársak                                                                  | Laws of Attraction                                            | Thorne Jamison         | Kálloy Molnár Péter   | Peter Howitt        |
| 2005 | Mennyei királyság                                                           | Kingdom of Heaven                                             | falusi pap             | Bede-Fazekas Szabolcs | Ridley Scott        |
| 2005 |                                                                             | The League of Gentlemen's Apocalypse                          | Jeremy Dyson           |                       | Steve Bendelack     |
| 2006 | Underworld: Evolúció                                                        | Underworld: Evolution                                         | Lucian                 | Kálloy Molnár Péter   | Len Wiseman (2.)    |
| 2006 | A királynő                                                                  | The Queen                                                     | Tony Blair             | Széles Tamás          | Stephen Frears (3.) |
| 2006 | Szabadság és apaság                                                         | Dead Long Enough                                              | Harry Jones            |                       | Tom Collins         |
| 2006 | Véres gyémánt                                                               | Blood Diamond                                                 | Rupert Simmons         | Tarján Péter          | Edward Zwick        |
| 2007 |                                                                             | Music Within                                                  | Art Honeyman           |                       | Steven Sawalich     |
| 2008 | Frost/Nixon                                                                 | Frost/Nixon                                                   | David Frost            | Széles Tamás          | Ron Howard          |
| 2009 | Underworld – A vérfarkasok lázadása                                         | Underworld: Rise of the Lycans                                | Lucian                 | Széles Tamás          | Patrick Tatopoulos  |
| 2009 | Az elátkozott Leeds United                                                  | The Damned United                                             | Brian Clough           | Fekete Ernő           | Tom Hooper          |
| 2009 |                                                                             | My Last Five Girlfriends                                      | Burnham                |                       | Julian Kemp (1.)    |
| 2009 | Alkonyat – Újhold                                                           | The Twilight Saga: New Moon                                   | Aro Volturi            | Alföldi Róbert        | Chris Weitz         |
| 2010 | Alice Csodaországban                                                        | Alice in Wonderland                                           | Nyalka Nyúl (hangja)   | Lippai László         | Tim Burton          |
| 2010 | Nincs határ                                                                 | Unthinkable                                                   | Yusuf / Steven Arthur  | Szatmári Attila       | Gregor Jordan       |
| 2010 | Csingiling és a nagy tündérmentés                                           | Tinker Bell and the Great Fairy Rescue                        | Dr. Griffiths (hangja) | Király Attila         | Bradley Raymond     |
| 2010 | A mi drága kisfiunk                                                         | Beautiful Boy                                                 | Bill Carroll           | Széles Tamás          | Shawn Ku            |
| 2010 | Tron: Örökség                                                               | Tron: Legacy                                                  | Castor / Zuse          | Kálloy Molnár Péter   | Joseph Kosinski     |
| 2011 |                                                                             | Jesus Henry Christ                                            | Slavkin O'Hara         |                       | Dennis Lee          |
| 2011 | Éjfélkor Párizsban                                                          | Midnight in Paris                                             | Paul                   | Fesztbaum Béla        | Woody Allen         |
| 2011 |                                                                             | Few Options                                                   | virágárus              |                       | George A. Pappy Jr. |
| 2011 |                                                                             | Resistance                                                    | Tommy Atkins           |                       | Amit Gupta          |
| 2011 | Alkonyat: Hajnalhasadás – 1. rész                                           | The Twilight Saga: Breaking Dawn – Part 1                     | Aro Volturi            | Alföldi Róbert        | Bill Condon (1.)    |
| 2012 |                                                                             | The Gospel of Us                                              | tanár                  |                       | Dave McKean         |
| 2012 | Alkonyat: Hajnalhasadás – 2. rész                                           | The Twilight Saga: Breaking Dawn – Part 2                     | Aro Volturi            | Alföldi Róbert        | Bill Condon (2.)    |
| 2013 | Vizsga két személyre                                                        | Admission                                                     | Mark                   | Görög László          | Paul Weitz          |
| 2014 | Kalandor: Az aranyládika átka                                               | The Adventurer: The Curse of the Midas Box                    | Will Charity kapitány  | Széles Tamás          | Jonathan Newman     |
| 2014 | Jobb, ha hallgatsz                                                          | Kill the Messenger                                            | Fred Weil              | Holl Nándor           | Michael Cuesta      |
| 2015 | Távol a világ zajától                                                       | Far from the Madding Crowd                                    | William Boldwood       | Széles Tamás          | Thomas Vinterberg   |
| 2016 | Alice Tükörországban                                                        | Alice Through the Looking Glass                               | Nyalka Nyúl (hangja)   | Lippai László         | James Bobin         |
| 2016 | Éjszakai ragadozók                                                          | Nocturnal Animals                                             | Carlos                 | Széles Tamás          | Tom Ford            |
| 2016 | Utazók                                                                      | Passengers                                                    | Arthur                 | Rajkai Zoltán         | Morten Tyldum       |
| 2016 | Norman: Egy New York-i szélhámos mérsékelt felemelkedése és tragikus bukása | Norman: The Moderate Rise and Tragic Fall of a New York Fixer | Philip Cohen           | Rátóti Zoltán         | Joseph Cedar        |
| 2017 | Újra otthon                                                                 | Home Again                                                    | Austen                 | Rátóti Zoltán         | Hallie Meyers-Shyer |
| 2017 | Brad helyzete                                                               | Brad's Status                                                 | Craig Fisher           | Tarján Péter          | Mike White          |
| 2017 | Brad helyzete                                                               | Brad's Status                                                 | Craig Fisher           | Rajkai Zoltán         | Mike White          |
| 2018 | Apostol                                                                     | Apostle                                                       | Malcolm Howe           |                       | Gareth Evans        |
| 2018 | Mészárszék rulez                                                            | Slaughterhouse Rulez                                          | Denevér                | Alföldi Róbert        | Crispian Mills      |
| 2019 | Hogyan lettem befolyásos fiatal csaj                                        | How to Build a Girl                                           | Sigmund Freud          | Széles Tamás          | Coky Giedroyc       |
| 2020 | Dolittle                                                                    | Dolittle                                                      | Dr. Blair Müdfly       | Rátóti Zoltán         | Stephen Gaghan      |
| 2021 |                                                                             | Last Train to Christmas                                       | Tony Towers            |                       | Julian Kemp (2.)    |

Rövidfilmek
- 2004: The Banker –  bankár
- 2005: The Open Doors – Framton Nuttel
- 2007: Airlock Or How To Say Goodbye In Space – Adam Banton
- 2015: Barbados – David
- 2016: You Can Never Really Know Someone – Henry
- 2020: Good Omens: Lockdown – Aziraphale (hangja)

### Televízió
| Év        | Magyar cím                         | Eredeti cím                                        | Szerep                      | Megjegyzések                                           |
| --------- | ---------------------------------- | -------------------------------------------------- | --------------------------- | ------------------------------------------------------ |
| 1993      |                                    | Gallowglass                                        | Joe                         | minisorozat (3 epizód)                                 |
| 1993      |                                    | Maigret                                            | Philippe                    | 1 epizód                                               |
| 1993      |                                    | Sean's Show                                        | James                       | 1 epizód                                               |
| 1997      |                                    | The Grand                                          | Thomas Jordon               | 1 epizód                                               |
| 1998      |                                    | Lost in France                                     | Owen                        | televíziós sorozat                                     |
| 1998      |                                    | Animated Epics: Beowulf                            | Wiglaf (hangja)             | tévéfilm                                               |
| 1999      | Atomgyilkosság                     | Doomwatch: Winter Angel                            | Angel (hangja)              | tévéfilm                                               |
| 2003      |                                    | The Deal                                           | Tony Blair                  | tévéfilm                                               |
| 2004      |                                    | Dirty Filthy Love                                  | Mark Furness                | tévéfilm                                               |
| 2006      |                                    | Kenneth Williams: Fantabulosa!                     | Kenneth Williams            | tévéfilm                                               |
| 2006      | Az ókori Róma tündöklése és bukása | Ancient Rome: The Rise and Fall of an Empire       | Nero                        | minisorozat (1 epizód)                                 |
| 2006      |                                    | H. G. Wells: War with the World                    | H. G. Wells                 | tévéfilm                                               |
| 2009      |                                    | A Child’s Christmases in Wales                     | narrátor (hangja)           | tévéfilm                                               |
| 2010      | A stúdió                           | 30 Rock                                            | Wesley Snipes               | 4 epizód                                               |
| 2010      | Különleges kapcsolat               | The Special Relationship                           | Tony Blair                  | - tévéfilm - magyar hangja: - Széles Tamás             |
| 2011      | Ki vagy, doki?                     | Doctor Who                                         | House (hangja)              | 1 epizód                                               |
| 2011      |                                    | Passion in Port Talbot                             | rendező                     | minisorozat (3 epizód)                                 |
| 2013–2016 |                                    | Masters of Sex                                     | William H. Masters          | főszereplő és producer (46 epizód)                     |
| 2014      |                                    | The Spoils of Babylon                              | Chet Halner                 | 2 epizód                                               |
| 2015      |                                    | Comedy Bang! Bang!                                 | önmaga                      |                                                        |
| 2015      |                                    | The Spoils Before Dying                            | Kenton Price                | 4 epizód                                               |
| 2015      | 7 nap a pokolban                   | 7 Days in Hell                                     | Caspian Wint                | tévéfilm                                               |
| 2017      |                                    | Michael Bolton's Big, Sexy Valentine's Day Special | Carl Flossy                 | különkiadás                                            |
| 2017      | A Simpson család                   | The Simpsons                                       | William H. Masters (hangja) | 1 epizód                                               |
| 2018      | Állatok                            | Animals                                            | Trotts / Motts (hangja)     | 2 epizód                                               |
| 2019      | Diane védelmében                   | The Good Fight                                     | Roland Blum                 | 7 epizód                                               |
| 2019–2021 |                                    | There's Something About Movies                     | csapatkapitány              |                                                        |
| 2019–2021 | Gyilkos lelkek                     | Prodigal Son                                       | Dr. Martin Whitly           | - főszereplő (33 epizód) - magyar hangja: - Vida Péter |
| 2019–     | Elveszett próféciák                | Good Omens                                         | Aziraphale                  | - minisorozat - magyar hangja: - Görög László          |
| 2020      | Kvíz                               | Quiz                                               | Chris Tarrant               | minisorozat (3 epizód)                                 |
| 2020–2022 |                                    | Staged                                             | önmaga                      | 22 epizód (vezető producer)                            |
| 2022      | Sandman: Az álmok fejedelme        | The Sandman                                        | Paul (hangja)               | 1 epizód                                               |
| 2022      |                                    | Vardy v Rooney: A Courtroom Drama                  | David Sherborne             | 2 epizód                                               |

## Fordítás
- Ez a szócikk részben vagy egészben  a   List of Michael Sheen performances című angol Wikipédia-szócikk fordításán alapul.  Az eredeti cikk szerkesztőit annak laptörténete sorolja fel. Ez a jelzés csupán a megfogalmazás eredetét és a szerzői jogokat jelzi, nem szolgál a cikkben szereplő információk forrásmegjelöléseként.